# Ixora curtisii
Ixora curtisii är en måreväxtart som beskrevs av Henry Nicholas Ridley. Ixora curtisii ingår i släktet Ixora och familjen måreväxter. Inga underarter finns listade i Catalogue of Life.